# Sybra acutipennis
Sybra acutipennis là một loài bọ cánh cứng trong họ Cerambycidae.